# 兴农街道 (汉沽管理区)
兴农街道是唐山市汉沽管理区下辖的街道。

## 行政区划
兴农街道下辖以下地区：
第四生产队社区、第五生产队社区、第六生产队社区、第七生产队社区、第八生产队社区、第九生产队社区、第十生产队社区、第十一生产队社区、第十二生产队社区、第十五生产队社区和第二十生产队社区。